# Ortalis guttata
Il ciacialaca marezzato (Ortalis guttata Spix, 1825) è un uccello galliforme della famiglia dei Cracidi. È diffuso in Bolivia, Brasile, Colombia, Ecuador e Perù.

## Descrizione
Questa specie misura da 49 a 55 cm di lunghezza. La sottospecie nominale è per lo più marrone nelle parti superiori, con testa e collo più scuri e grigi. Il dorso è castano, la coda ha una lucentezza bronzea e le piume esterne sono rossicce. La gola e il petto sono marrone scuro e presentano macchioline bianche da cui prende il nome. La parte inferiore del petto e del ventre sono di colore marrone grigiastro chiaro e la cloaca è di color rosso brillante. L'occhio va dal marrone scuro al marrone rossastro scuro ed è circondato da una pelle nuda blu ardesia.
O.g. subaffinis è più chiaro ma nel complesso più bruno rispetto a O. g. guttata, non ha la sfumatura castana sul dorso e i segni sulla gola e sul petto sono più smerlati che screziati. Inoltre, raggiunge dimensioni leggermente maggiori. La descrizione di O.g. remota si basa su un unico esemplare. Si differenzia dalla sottospecie nominale in quanto il vertice è rossastro anziché grigio, è più chiara e più olivastra superiormente, il groppone è castano e le macchioline su gola e petto sono più grandi e meno ben definite.

## Biologia
Voce
Il canto di Ortalis guttata guttata è una "frase ritmica di cinque sillabe, resa come ha-ga-GAA-gogok, ripetuta rapidamente". Quelli delle altre sottospecie sono simili.
Alimentazione
Il ciacialaca marezzato si nutre principalmente in piccoli stormi fino a sette uccelli, principalmente sotto la canopia e nel sottobosco e solo raramente a terra. La sua dieta non è stata ampiamente studiata, ma include frutta e altro materiale vegetale.
Riproduzione
La fenologia riproduttiva del ciacialaca marezzato è poco conosciuta. La sua stagione riproduttiva sembra variare in tutto il suo areale, ma in Perù dura almeno da novembre a marzo. Un nido descritto era fatto interamente di foglie poste su un letto di felci secche. La dimensione della covata è di tre o quattro uova.

## Distribuzione e habitat
La sottospecie nominale del ciacialaca marezzato si trova nella foresta amazzonica di Colombia orientale, Ecuador e Perù, nella Bolivia settentrionale e nel Brasile occidentale. O.g. subaffinis si trova nella foresta amazzonica della Bolivia orientale e nord-orientale e nel Brasile sudoccidentale. O.g. remota è, come suggerisce il suo epiteto specifico, distante dalle altre due sottospecie; si trova negli stati del Mato Grosso do Sul e di San Paolo del Brasile sudorientale.
Ortalis guttata abita una varietà di paesaggi tropicali e subtropicali. Le due sottospecie amazzoniche si trovano tipicamente nelle foreste basse o aperte, nei boschetti, nelle "isole forestali" della savana, nella várzea e nelle foreste ripariali e delle pianure alluvionali. Raggiungono le loro quote più elevate al limite occidentale del loro areale, di solito fino a 2000 m in Bolivia, 11000 m in Ecuador e 1700 m in Perù. O.g. remota si trova solo nella foresta secondaria e ai margini della foresta a galleria del suo areale ristretto.

## Tassonomia
In passato Ortalis guttata era considerato conspecifico con il ciacialaca minore (Ortalis motmot). Il ciacialaca marezzato ha tre sottospecie, O. g. guttata (la sottospecie nominale), O. g. subaffini e O. g. remota. Tuttavia, alcuni autori trattano l'ultima come una sottospecie di Ortalis squamata, mentre altri la ritengono una specie completamente separata.

## Conservazione
La IUCN ha valutato il ciacialaca marezzato come a rischio minimo. Le due sottospecie amazzoniche sono generalmente comuni in tutto il loro areale e si trovano nelle aree protette di ogni Paese. Sembrano tollerare abbastanza bene l'attività umana, e la pressione venatoria è inferiore a quella subita da altri ciacialaca. O. g. remota, invece, è molto raro; gran parte del suo habitat è stato allagato da bacini idroelettrici e le autorità brasiliane lo considerano in pericolo critico.